# Norton DT Model
Het Norton DT Model was een 500cc-motorfiets voor dirttrack en speedwayraces die het Britse merk Norton alleen in 1930 produceerde.

## Voorgeschiedenis
In de tweede helft van de jaren twintig werden baansporten met motorfietsen populair, met name in Australië en Nieuw-Zeeland. Daar werd aan dirttrack en speedway gedaan, maar in Nederland werden motorfietsen in de grasbaanrace ingezet. Veel gebruikers bouwden daarvoor bestaande motorfietsen om, maar een aantal merken speelde op de vraag in. Douglas leverde al in 1928 500- en 600cc-dirttrack en speedwaymodellen maar ook merken als Rudge, James, NUT en anderen brachten daarna dergelijke modellen.

## Norton DT Model
In 1930 kwam ook Norton met zijn DT Model, geschikt voor dirttrack en speedway. De motor was een dwarsgeplaatste, luchtgekoelde staande eencilinder kopklepmotor die was gebaseerd op de Norton ES2. De compressieverhouding was zeer hoog: 10,5:1, waardoor de motor op petrol-benzole kon lopen. Er was een aluminium zuiger gemonteerd en de koper kreeg er ook een reservezuiger bij. Remmen had de machine niet, maar men kon als optie een trommelrem in het achterwiel laten monteren. Het brugframe was verstevigd en verlaagd en de webbvork was voorzien van een André-stuurdemper. De machine had een Sturmey-Archer-drieversnellingsbak met kortere overbrengingsverhoudingen en een zeer groot achtertandwiel, waardoor ze veel trekkracht kon leveren. De topsnelheid lag immers veel lager dan op de openbare weg.

## Einde productie
Norton bracht haar DT Model in hetzelfde jaar uit, waarin JAP haar Speedwayblok introduceerde. Dit was een inbouwmotor, die klanten in eigen frames konden bouwen. Deze motor was zo goed, dat sommige merken (zoals Rudge en OEC) ze al vrij snel inbouwden in plaats van hun eigen motoren. Norton beëindigde de productie van haar DT Model dan ook in hetzelfde jaar.

## Trivia
De Nederlandse coureur Arie van der Pluym racete met een Norton DT Model.